# اپخشیرا
اَپَخشیرا نام سرزمینی در ایران بوده‌است که در بند ۱۲۷ فروردین‌یشت فروهرهای پاک‌دینانی از این سرزمین ستوده شده‌است. تعیین محل امروزی این سرزمین مشخص نشده‌است ولی از آنجا که اسامی اشخاصی که منسوب به آن‌هاست، ایرانی است، می‌دانیم که جای این سرزمین نیز در ایران بوده‌است.